# Садки (Луганская область)
Садки (укр. Садки) — село, относится к Старобельскому району Луганской области Украины.
Население по переписи 2001 года составляло 302 человека. Почтовый индекс — 92732. Телефонный код — 6461. Занимает площадь 0,526 км². Код КОАТУУ — 4425184801.

## Местный совет
92732, Луганська обл., Старобільський р-н, с. Садки, вул. Леніна, 30а  (укр.)